# Mandarine (éclairage)
Pour les articles homonymes, voir Mandarine (homonymie).

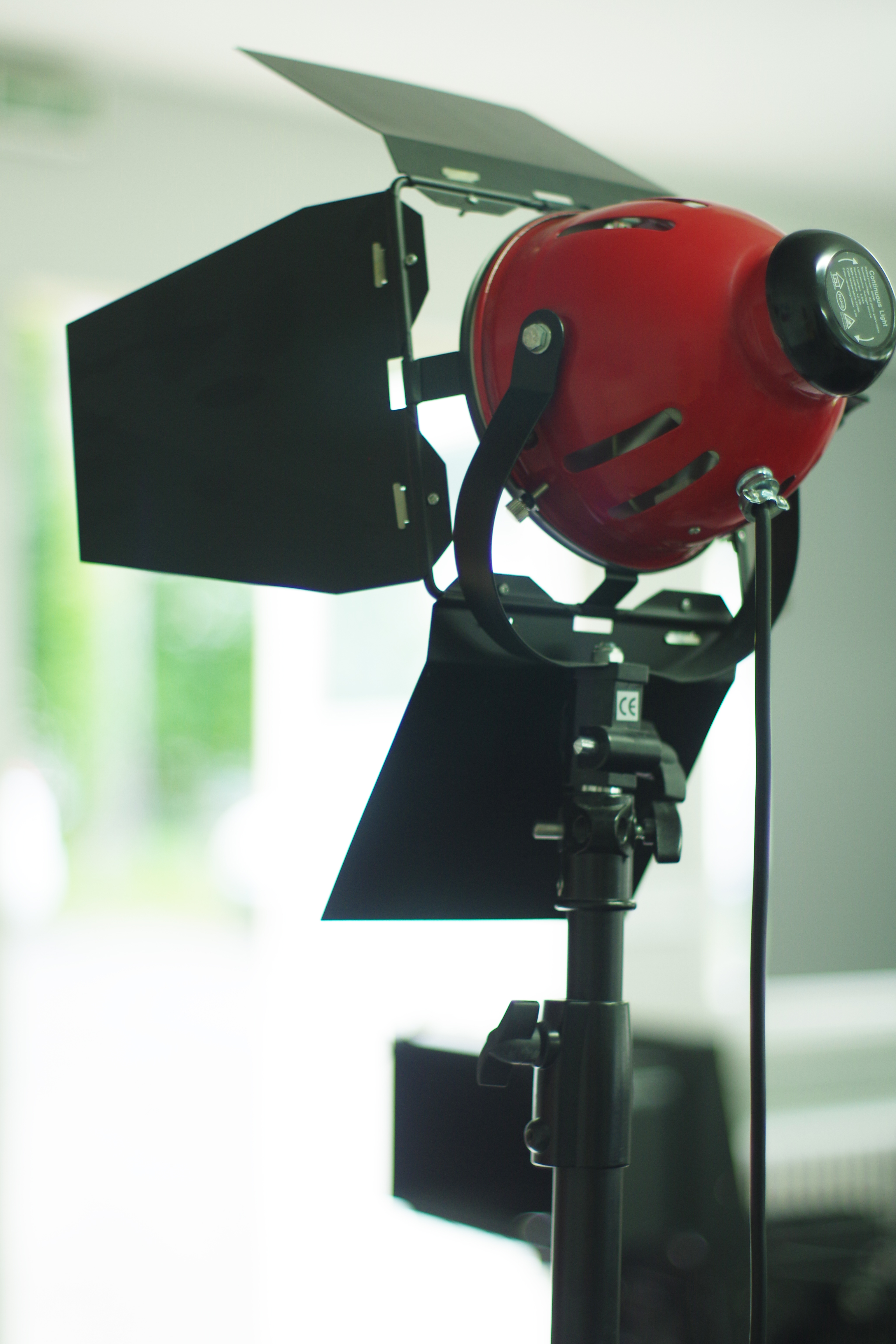
Une mandarine servant d'éclairage pour le cinéma.

Une mandarine est un projecteur à face ouverte, de forme demi-sphérique, utilisé en milieu professionnel pour la photo, la vidéo ou le cinéma.

## Définition
Ce dispositif d'éclairage est généralement d'une puissance de 800 watts (W), bien qu'on puisse trouver des modèles utilisant des ampoules de plus faible puissance (150 W, 300 W, 650 W, etc.). Son nom lui vient de sa forme hémisphérique à quartiers et de sa couleur orange .

## Utilisation
De tels projecteurs peuvent être employés par lot de trois, avec une disposition en triangle dans le cas de l'éclairage trois points. À l'inverse des HMI, une mandarine peut être équipée d'un gradateur. Bien qu'elle soit la plupart du temps montée sur trépied, la mandarine peut également se fixer à l'aide d'une ventouse spéciale ou encore d'un bras magique. 
C'est un des modèles de projecteurs les plus couramment utilisés pour les tournages de faible à moyenne envergure, en raison de son bon rapport qualité/prix et de sa puissance relativement standard, à mi-chemin entre d'autres dispositifs comme les mizars (500 W) ou les blondes (2 000 W).
Cependant, depuis l'arrivée des projecteurs à LED et leur faible puissance pour un rendement lumineux équivalent, la mandarine est de moins en moins utilisée notamment sur les documentaires ou reportages.  